# ستيرلينغ ويسكوت
ستيرلينغ ويسكوت (بالإنجليزية: Sterling Wescott)‏ هو لاعب كرة قدم ومدرب كرة قدم أمريكي في مركز الوسط، ولد في 30 يناير 1972 في أورورا في الولايات المتحدة. لعب مع دي.سي. يونايتد وفيرجينيا بيتش مارينرز.

## وصلات خارجية
- ستيرلينغ ويسكوت على موقع الدوري الأمريكي (الإنجليزية)
- ستيرلينغ ويسكوت على موقع قاعدة بيانات كرة القدم.إي يو (الإنجليزية)